# 하동연
하동연(1992년 11월 4일 ~ )은 대한민국의 남자 발라드 가수로 밴드 무어(Moor)의 보컬이다. 《TV조선 내일은 국민가수》에 참가하였다.

## 음반

### OST
- "애수" (2022.07.06) 《KBS 징크스의 연인》
- "운명 같은 사랑" (2023.10.16) 《KBS 비밀의 여자》

## 방송
- 《TV조선 내일은 국민가수》 (2021.10.17~2021.12.23)
- 《TV조선 국가가 부른다》 (2022.02.17~)